# U-411 (tàu ngầm Đức)
U-411 là một tàu ngầm tấn công  Lớp Type VII thuộc phân lớp Type VIIC được Hải quân Đức Quốc Xã chế tạo trong Chiến tranh Thế giới thứ hai. Nhập biên chế năm 1942, nó chỉ thực hiện được hai chuyến tuần tra và không đánh chìm được mục tiêu nào trước khi bị một máy bay ném bom Lockheed Hudson của Không quân Hoàng gia Anh đánh chìm trong Đại Tây Dương vào ngày 18 tháng 3, 1942.

## Thiết kế và chế tạo

### Thiết kế

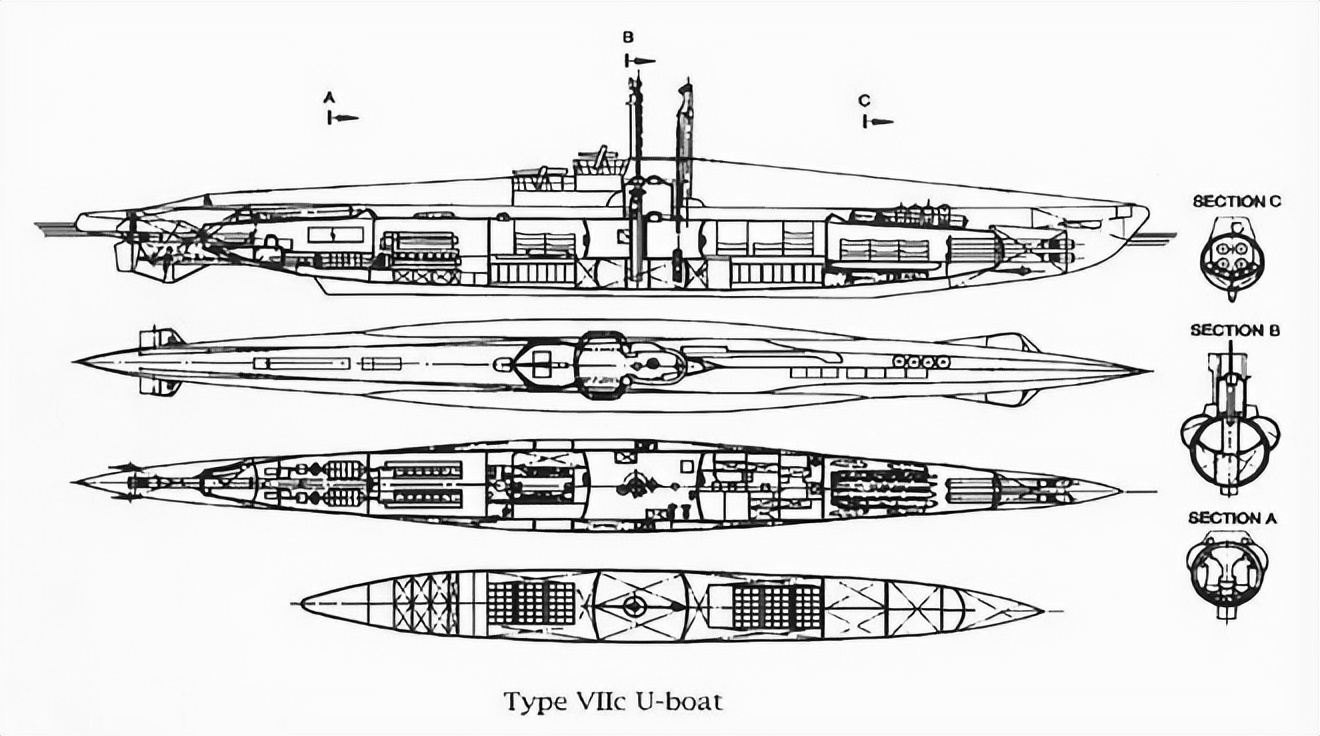
Sơ đồ các mặt cắt một tàu ngầm Type VIIC

Phân lớp VIIC của Tàu ngầm Type VII là một phiên bản VIIB được kéo dài thêm. Chúng có trọng lượng choán nước 769 t (757 tấn Anh) khi nổi và 871 t (857 tấn Anh) khi lặn). Con tàu có chiều dài chung 67,10 m (220 ft 2 in), lớp vỏ trong chịu áp lực dài 50,50 m (165 ft 8 in), mạn tàu rộng 6,20 m (20 ft 4 in), chiều cao 9,60 m (31 ft 6 in) và mớn nước 4,74 m (15 ft 7 in).
Chúng trang bị hai động cơ diesel Germaniawerft F46 siêu tăng áp 6-xy lanh 4 thì, tổng công suất 2.800–3.200 PS (2.100–2.400 kW; 2.800–3.200 bhp), dẫn động hai trục chân vịt đường kính 1,23 m (4,0 ft), cho phép đạt tốc độ tối đa 17,7 kn (32,8 km/h), và tầm hoạt động tối đa 8.500 nmi (15.700 km) khi đi tốc độ đường trường 10 kn (19 km/h). Khi đi ngầm dưới nước, chúng sử dụng hai động cơ/máy phát điện Garbe, Lahmeyer & Co. RP 137/c  tổng công suất 750 PS (550 kW; 740 shp). Tốc độ tối đa khi lặn là 7,6 kn (14,1 km/h), và tầm hoạt động 80 nmi (150 km) ở tốc độ 4 kn (7,4 km/h). Con tàu có khả năng lặn sâu đến 230 m (750 ft).
Vũ khí trang bị có năm ống phóng ngư lôi 53,3 cm (21 in), bao gồm bốn ống trước mũi và một ống phía đuôi, và mang theo tổng cộng 14 quả ngư lôi, hoặc tối đa 22 quả thủy lôi TMA, hoặc 33 quả TMB. Tàu ngầm Type VIIC bố trí một hải pháo 8,8 cm SK C/35 cùng một pháo phòng không 2 cm (0,79 in) trên boong tàu. Thủy thủ đoàn bao gồm 4 sĩ quan và 40-56 thủy thủ.

### Chế tạo
U-411 được đặt hàng vào ngày 30 tháng 10, 1939, và được đặt lườn tại xưởng tàu Danziger Werft ở Danzig (nay là Gdańsk thuộc Ba Lan) vào ngày 28 tháng 1, 1941. Nó được hạ thủy vào ngày 15 tháng 11, 1941, và nhập biên chế cùng Hải quân Đức Quốc Xã vào ngày 18 tháng 3, 1942 dưới quyền chỉ huy của Hạm trưởng, Trung úy Hải quân Gerhard Litterscheid.

## Lịch sử hoạt động
Sau khi hoàn tất việc huấn luyện trong thành phẩn Chi hạm đội U-boat 8, U-411 được điều động sang Chi hạm đội U-boat 6 từ ngày 1 tháng 9, 1942 để hoạt động trên tuyến đầu.

### Chuyến tuần tra thứ nhất
U-411 xuất phát từ cảng Kiel, Đức vào ngày 18 tháng 8, 1942 cho chuyến tuần tra đầu tiên trong chiến tranh. Nó băng qua khe GIUK giữa quần đảo Faroe và Iceland để vòng qua quần đảo Anh, và hoạt động tại khu vực giữa Bắc Đại Tây Dương. Nó không đánh chìm được mục tiêu nào, và kết thúc chuyến tuần tra khi quay về cảng St. Nazaire bên bờ Đại Tây Dương của Pháp đã bị Đức chiếm đóng, đến nơi vào ngày 30 tháng 9.

### Chuyến tuần tra thứ hai – Bị mất
Dưới quyền chỉ huy của hạm trưởng mới, Đại úy Hải quân Johann Spindlegger, U-411 khởi hành từ St. Nazaire vào ngày 7 tháng 11 cho chuyến tuần tra thứ hai, cũng là chuyến cuối cùng, để tìm cách băng qua eo biển Gibraltar nhằm xâm nhập vào Địa Trung Hải. Vào ngày 13 tháng 11, ở vị trí về phía Tây Gibraltar, chiếc tàu ngầm bị một máy bay ném bom Lockheed Hudson thuộc Liên đội 500 Không quân Hoàng gia Anh thả bốn quả mìn sâu tấn công và đánh chìm tại tọa độ 36°00′B 09°53′T / 36°B 9,883°T. Toàn bộ 46 thành viên thủy thủ đoàn của U-411 đều tử trận.

### "Bầy sói" tham gia
U-411 từng tham gia ba bầy sói:
- Vorwärts (25 tháng 8 – 18 tháng 9, 1942)
- Westwall (8 – 9 tháng 11, 1942)
- Schlagetot (9 – 13 tháng 11, 1942)